# انسان (سرزمین میانه)

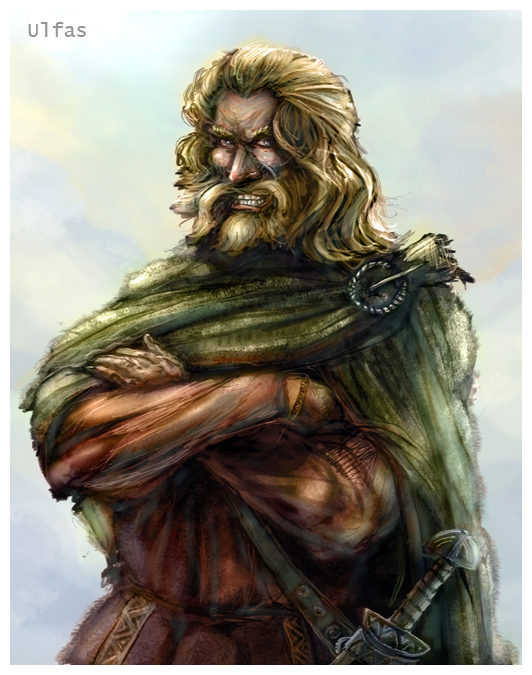
تصویری نشان دهنده Ulfast عید پاک که در دوران اول که در بلریاند (زمین میانه) زندگی می کرد.

در داستان‌های جی. آر. آر. تالکین، مانند هابیت و ارباب حلقه‌ها، عبارت انسان برای اشاره به موجوداتی مانند انسان است و با نژادهای انسان‌مانند دیگر همچون الف، کوتوله و اورک متفاوت است. هابیت‌ها زیرشاخه‌ای از نژاد انسان اند.
الف‌ها در زبان کوئنیا به نژاد انسان، آتانی (به معنی «مردمان دوم»، در مقایسه با خودشان که الف‌ها را مردمان نخستین می‌دانند) می‌گویند. نام‌های دیگر نژاد انسان عبارتند از: هیلدور (به معنی «دنباله رو»)، آپانونار (به معنی «پس از زایش»)، فیریمار یا فیریار (فناپذیران). نام‌های دیگر هم برای انسان‌ها بکار می‌بردند که از احترام کمتری برخوردار بود مانند انگوار به معنی رنجوران، برای اشاره به این مطلب که انسان‌ها گرفتار بیماری یا پیری می‌شوند.

## دانلندینگز
هنگامی که الندیل پادشاهی آرنور را بنیان گذاشت، مرزهای آن خیلی زود گسترش یافت و تا رود جریان خاکستری رسید. گاندور هم به همین ترتیب به سمت اندویث گسترش یافت. در اندویث و مینهیریات گروهی از انسان‌ها وابسته به کاخ هالث زندگی می‌کردند این نژاد بعدها دانلندینگز نام گرفت. آنها در جنگل‌هایی که اریادور را پوشش می‌داد زندگی می‌کردند.
در دورهٔ دوم هنگامی که اهالی نومنور برای ساخت کشتی جنگل‌ها را ویران کردند، دانلندینگزها کینهٔ دونداین‌های نومنور را در دل پروراندند آنها با اینکه با دونداین‌ها هم نژادند اما دونداین‌ها آنها را از نژاد شاهی نمی‌دانند چون زبانشان بسیار متفاوت بود.
پس از آنکه روهانی‌ها به سرزمین دانلندینگزها رفتند، دانلندینگزها دشمنی سختی با اهالی روهان پیدا کردند از این رو به سارومان در جنگ حلقه یاری رساندند و ضد روهان جنگیدند.
مردمان کوهستان آنهایی که گرفتار نفرین ایسیلدور شدند و مردمان بری هم با دانلندینگزها رابطهٔ خانوادگی داشتند.